# Benvenuto Lobina
Benvenuto Lobina (Villanova Tulo, 8 de enero de 1914 - Sassari, 29 de diciembre de 1993) fue un poeta sardo.
Era hijo de un comerciante nacido en Orroli, y pasó su juventud en el entorno agrícola y ganadero. En 1932 se trasladó a Cagliari por motivos de formación, y en 1933 fundó el Círculo Futurista de Cagliari y publicó algunos poemas en la revista Futurismo de Mino Somenzi. En 1935 fue llamado por el ejército y se trasladó a Sassari, donde marchó voluntario a Adís Abeba en 1936 y no disparó ni una sola vez. Encontró trabajo como civil en correos de Adís Abeba, pero al cabo de unos meses dejó el trabajo y regresó a Sasseri, donde fue gerente de la administración de Correos.
En 1944 se casó con Licia Baldrati. Durante su luna de miel viajaron a Villanova Tulo, su ciudad natal, donde se reencontró con sus raíces. Durante los años 1950 publicó en la tercera página de La Nuova Sardegna ("La Nueva Cerdeña") sus poesías en idioma sardo. En 1964 recibió el premio de poesía Città di Ozieri, siendo el primer poeta en sardo campidanés (dialecto del sardo) en obtener este galardón. En 1975 publicó su primera antología de poemas, Terra, disisperata terra, y en octubre del mismo año recibió el premio nacional de poesía Lanciano.
En cuanto a la narrativa, en 1984 obtuvo el Premio Casteddu de Posada con el cuento Po cantu Biddanoa, publicado tres años más tarde. El libro estaba escrito en sardo campidanés y se tradujo al italiano para la portada. Se trata de una novela histórica ambientada en Villanova Tulo entre 1918 y 1942, y por tanto a caballo entre la Primera y la Segunda Guerra Mundial. Las críticas recibidas fueron muy favorables, y fue considerada uno de los puntos más altos alcanzados por la narrativa en idioma sardo. 
También destaca su trabajo realizado en la lengua. En la novela coexisten tres niveles de narración que correspondes a tres registros lingüísticos diferentes. El narrador utiliza un sardo meridional unificado, o campidanés común; los personajes hablan el dialecto sarcidanés particular de Villanova Tulo; también aparece una tercera variedad de sardo meridional, más coloquial, con préstamos del vocabulario del italiano.
Lobina ha traducido al sardo poesías de otros autores italianos y de prosistas hispanoamericanos. Murió en Sassari de leucemia aguda. El primer capítulo de su segunda novela (incompleta) Bonas tardas, Magestà, fue convertida en cuento después de su muerte y publicado con traducción de Anna Serra en el año 2000 en la antología Racconti. En su honor, el municipio de Villanova Tulo creó en 1993 un premio que lleva su nombre para la poesía en idioma sardo.

## Obras
- Terra, disisperada terra, 1974.
- Po cantu Biddanoa, 1987, por Nicola Tanda.
- Is canzonis, 1992, por Anna Serra.
- Racconti, 2000, por Anna Serra.
- Cun Biddanoa in su sentidu, 2003.
- Po cantu Biddanoa, 2004.

## Publicaciones
- Gherreri chi ha' pérdiu (La Nuova Sardegna semanal, vol. 77, n. 6, 1967).
- Gherreri chi ha' pérdiu (La Grotta della Vipera, I, 3, 1975)
- Canzoni nuraxi (La Grotta della Vipera, XI, 34-35, 1986)